# Dagan Yivzori
Dagan Yivzori (in ebraico דגן יבזור‎?; Afula, 15 ottobre 1985) è un cestista israeliano.

## Carriera
Con Israele ha disputato i Campionati europei del 2015.

## Palmarès

### Squadra
- Campionato israeliano: 1

Hapoel Gilboa Galil Elyon: 2009-10
- Coppa di Israele: 1

Maccabi Tel Aviv: 2015-16
- Coppa di Lega israeliana: 1

Maccabi Tel Aviv: 2015
- Lega Balcanica: 2

Hapoel Gilboa Galil Elyon: 2011-12, 2012-13

### Individuale
- Ligat ha'Al MVP finali: 1

Maccabi Haifa: 2013-14